# Château de Robert le Diable
Pour les articles homonymes, voir Robert le Diable (homonymie).
Le château de Robert le Diable est un ancien château fort, de la fin du Xe siècle, aujourd'hui en ruine, dont les vestiges se dressent sur le territoire de la commune française de Moulineaux, dans le département de la Seine-Maritime, en région Normandie.

## Localisation
Les vestiges du château sont situés, dans les bois, à 500 mètres, au sud-ouest de l'église Saint-Jacques-le-Majeur de Moulineaux, en bordure de l'autoroute A13, dans le département français de la Seine-Maritime.
Il est situé sur une falaise qui domine de très haut, en rive gauche de la Seine, en aval de Rouen, et d'où la vue s'étend sur toute la région rouennaise, ce qui en faisait une position particulièrement stratégique. Posté en vigie, il pouvait surveiller les deux branches d'une boucle de la Seine.

## Historique
Le château, qui remonte à la période des ducs de Normandie, tire son nom de Robert le Diable qui, selon les auteurs, désigne soit Robert II de Bellême, soit Robert le Magnifique, duc de Normandie et père de Guillaume le Conquérant, sans que des preuves de sa construction par ce personnage existent. La construction du lieu lui est en effet attribuée par une légende locale. Selon André Davy, le château doit son nom « Le Diable » à un comte de Moulineaux, du IXe siècle, Robert, fils du duc Aubert, qui occupa le château.
Jean sans Terre aurait construit ou agrandi le château de 1200 à 1203.
Le 6 mars 1365, Charles II de Navarre, à la suite d'un accord passé avec le roi de France Jean II le Bon, doit entre autres restituer les châteaux de Moulineaux, de Hambye et le « fort de Bricquebec ».
Ses fossés ont été en grande partie comblés en 1855.
En janvier 1871, le nom de château Robert reste dans les mémoires à cause des pertes en vie parmi les rangs des gardes mobiles de l'Ardèche qui ont combattu dans les parages de Moulineaux et de Maison-Brûlée.
Le château est en partie reconstruit entre 1903 et 1905 par Lucien Lefort, élève de Viollet-le-Duc, à la demande du propriétaire de l'époque Oscar Cosserat. Le château est par la suite classé au titre des sites classés à la demande d'un des fils Cosserat, Maurice.
Encore à moitié ruiné, il a été racheté, restauré et aménagé dans les années 1950 par Roger Parment, alors maire de Moulineaux, avec des souvenirs divers ainsi que des scènes reconstituées de l'histoire locale et de la vie au Moyen Âge avec des personnages grandeur nature. Un bâtiment de style norvégien abritait jusqu'à peu une reconstitution de bateau viking.
Visitable jusqu'en 2003, il accueillait dans les années 1980 près de 50 000 visiteurs par an. Depuis, son accès est interdit et le drapeau normand situé sur la tour principale a été ramené. Quatre ans passent, nécessaires au transfert du bien de la famille Cosserat à la collectivité publique.
Le 26 mai 2007, un incendie détruit les planchers de la tour nord dite « de Rouen ». Le château est racheté par la Communauté de l'agglomération rouennaise.
Un programme d'aménagement de 700 000 € a été lancé par l'agglomération de Rouen pour rouvrir au public les abords du château. Les douves et la cour sont actuellement ouvertes au public.

## Description

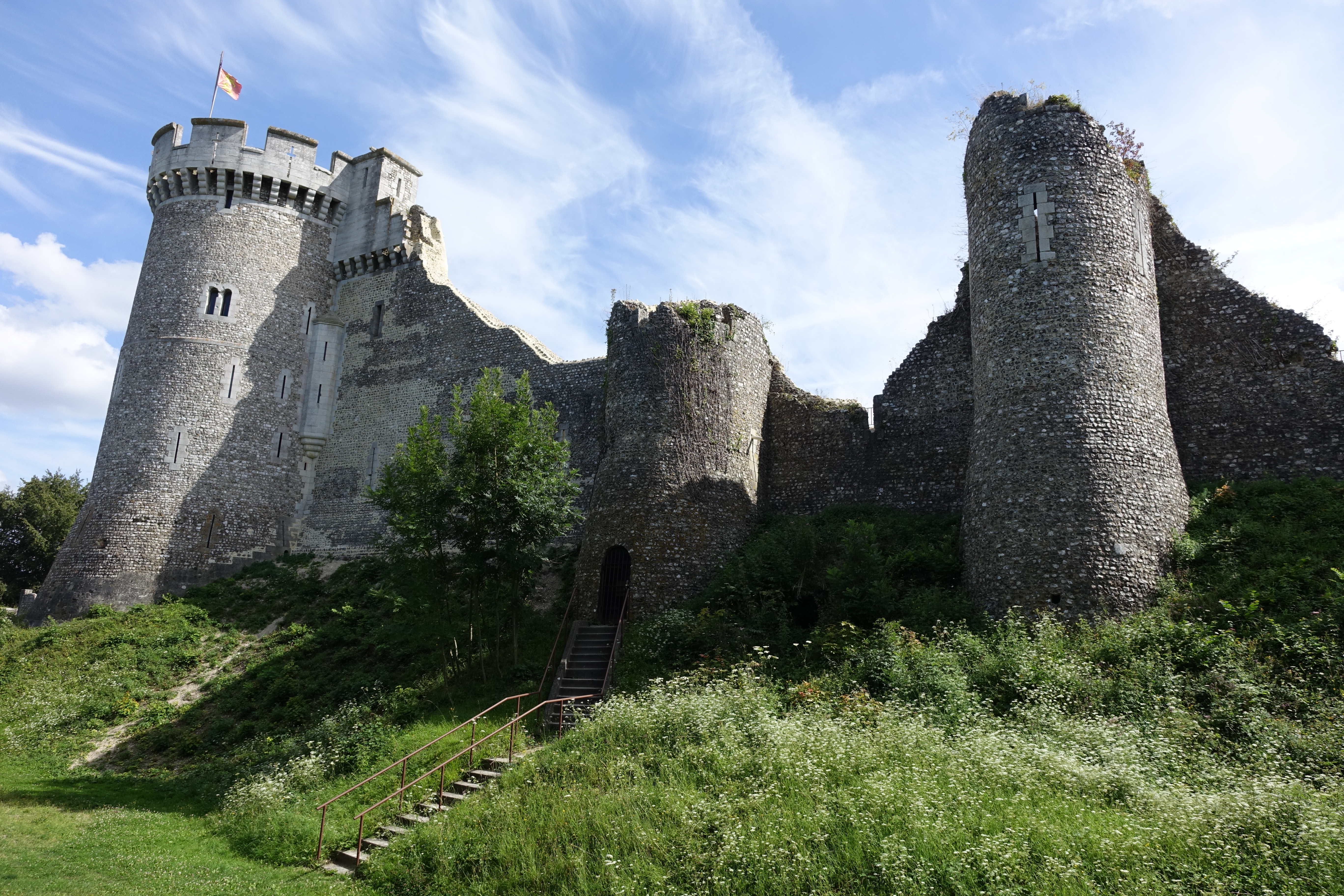
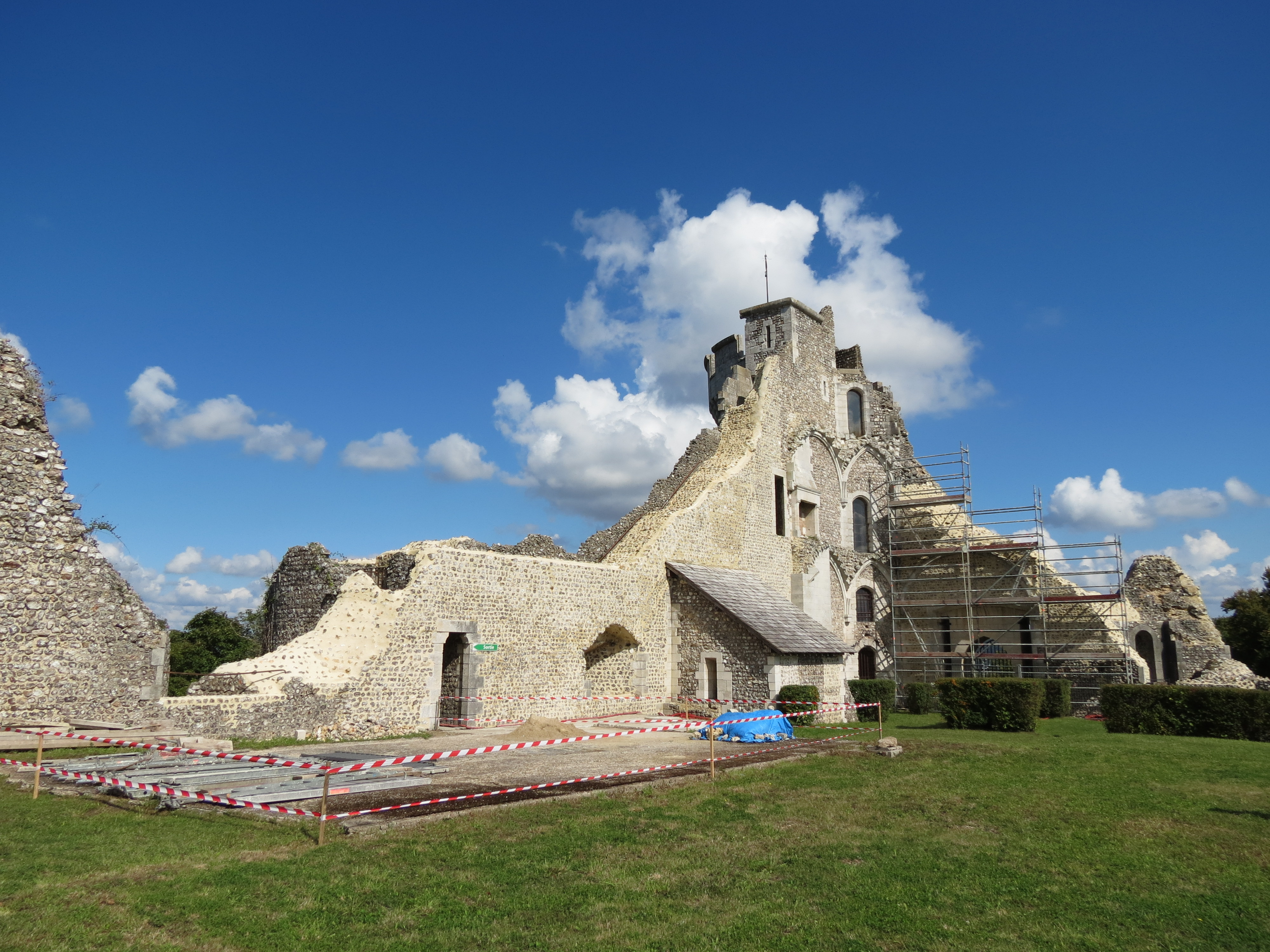
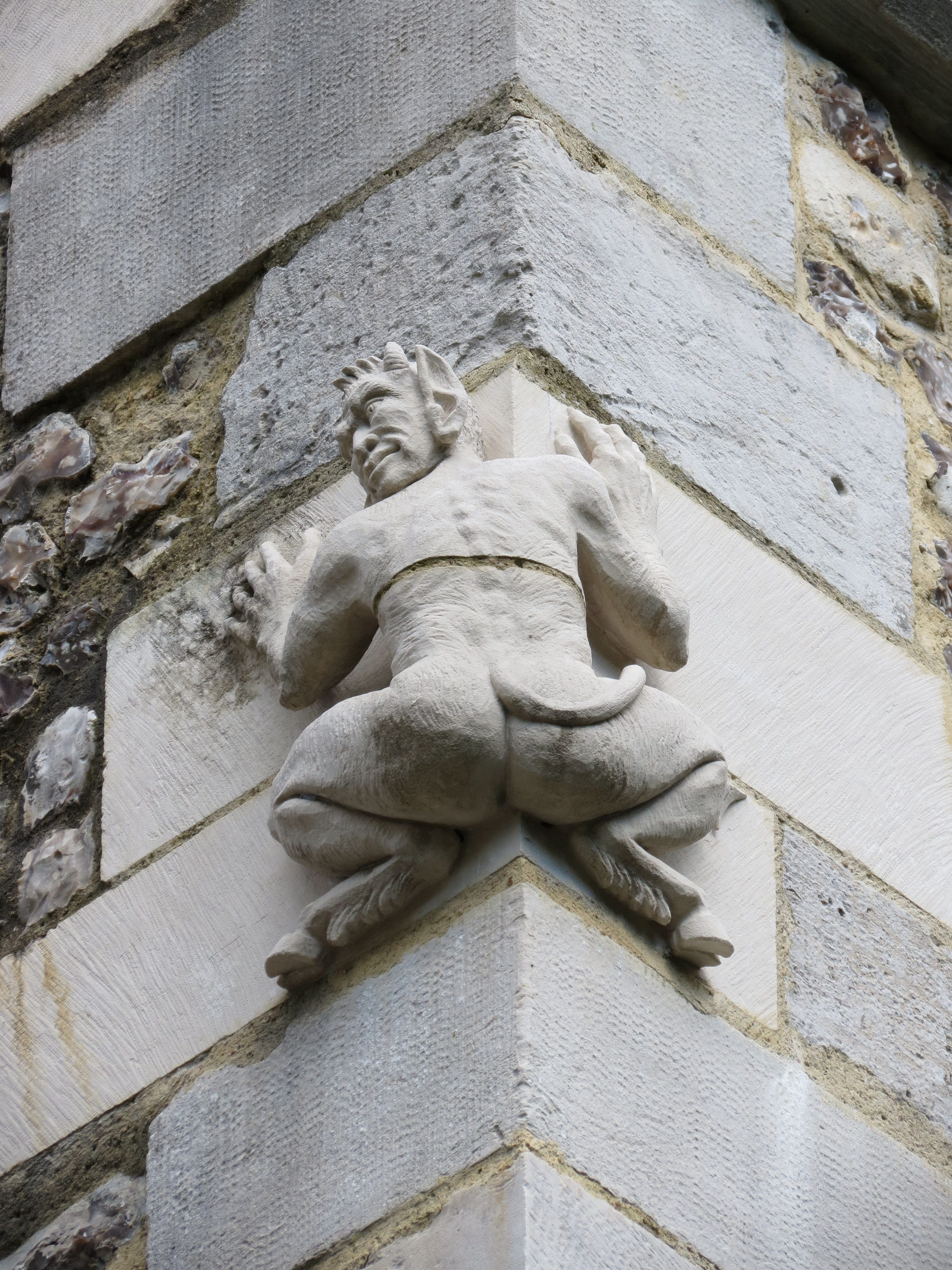
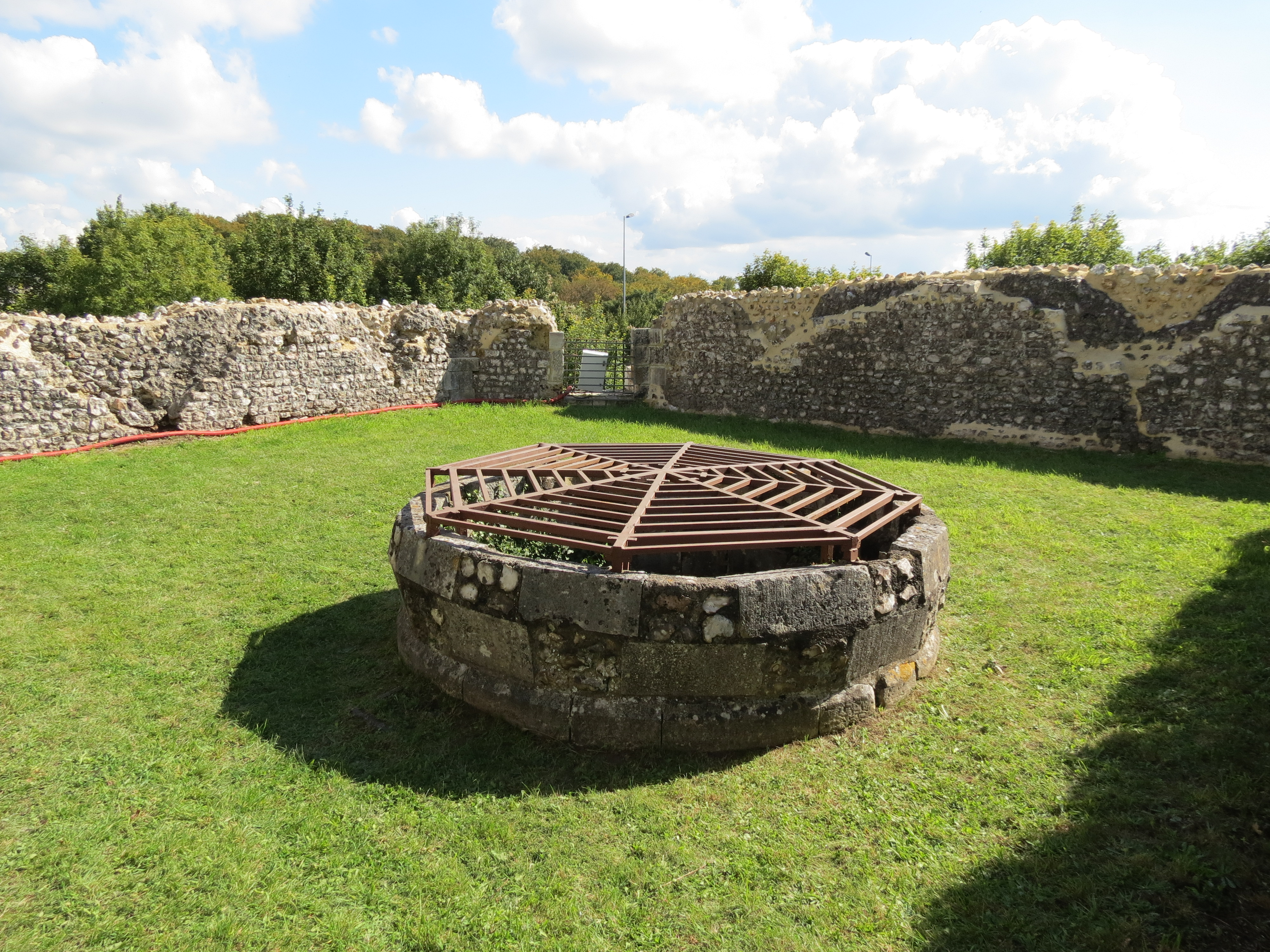

## Protections
- Site classé (1935)[8] de 48,41 ha.
- L'édifice figure depuis 1987 à l'Inventaire général du patrimoine culturel[11].